# Michael Auer (Literaturwissenschaftler)
Michael Auer (* 1978 in Philadelphia) ist ein österreichisch-amerikanischer Literaturwissenschaftler.

## Leben
Auer studierte von 1998 bis 2008 Philosophie, Anglistik und Gräzistik sowie Germanistik und Komparatistik in Freiburg im Breisgau und Bloomington, Indiana. Von 2008 bis 2011 war er Doktorand im Deutsch-Italienischen Promotionskolleg in Bonn und Florenz. Während seiner Promotionszeit verbrachte Auer mehrere Forschungsaufenthalte, unter anderem im Winter 2011 am Zentrum für Vergleichende Europäische Studien (Zeus) der Universität Köln. Seine Dissertation wurde von Eva Geulen betreut und befasst sich mit der philosophischen und literaturhistorischen Genealogie des Planetarischen. Nach seiner Promotion war Auer von 2012 bis 2022 Wissenschaftlicher Assistent am Institut für Deutsche Philologie der Ludwig-Maximilians-Universität München, wo er 2019 auch seine Habilitationsschrift einreichte. Von 2022 bis 2023 war er Professor für Neuere Deutsche Literatur an der Universität Wien. Seit dem Wintersemester 2023/24 ist Auer Professor für Allgemeine und Vergleichende Literaturwissenschaft am Peter Szondi-Institut der Freien Universität Berlin.
Auer hatte zudem Gastprofessuren an der University of California, Berkeley, an der Harvard University und an der University of California, Santa Barbara inne.
Seine Forschungsschwerpunkte umfassen unter anderem das europäische Drama seit der Antike, Metrik und Rhythmus, die Mauerschau sowie die Literaturgeschichte des Tyrannen.

## Schriften (Auswahl)

### Monographien
- Wege zu einer planetarischen Linientreue? Meridiane zwischen Jünger, Schmitt, Heidegger und Celan. Wilhelm Fink, München 2013, ISBN 978-3-8467-5616-4.
- Souveräne Stimmen. Politische Ode und lyrische Moderne. Wallstein, Göttingen 2024, ISBN 978-3-8353-5570-5.

### Herausgeberschaft
- mit Claude Haas: Kriegstheater. Darstellungen von Krieg, Kampf und Schlacht in Drama und Theater seit der Antike. Metzler, Stuttgart 2018, ISBN 978-3-4760-4648-2.
- Klopstock-Handbuch. Leben – Werk – Wirkung. Metzler, Stuttgart 2023, ISBN 978-3-476-02485-5.